# Рік небезпечного життя
Рік небезпечного життя (англ. The year of living dangerously) — австралійський художній фільм режисера Пітера Віра.

## Сюжет
В цьому фільмі Мел Гібсон грає Гая Гемілтона, австралійського репортера в політично нестабільній Індонезії під владою Сукарно, де разом з місцевим фотографом і кінооператором Біллі Кваном він старається давати правдиві репортажі про стан справ у державі. Користуючись зв'язками фотографа Біллі — карлика з цікавими поглядами на життя та обов'язком вірності до друзів — Гемілтон робить свої перші успішні інтерв'ю. Нестримне молодече завзяття з домішкою авантюризму штовхає його на нестандартні репортажі з найгарячіших подій, які ставлять його у небезпечні ситуації. Його неочікуване знайомство з красивою аташе британського посольства Джил Брайант утворює додаткову сюжетну лінію, додаючи і гостроти, і небезпеки, і морального конфлікту. Довідавшись дипломатичними каналами про підготовку комуністичного бунту і ймовірне надходження зброї з Китаю, Джил попереджає Гемілтона про небезпеку. Але це, навпаки, штовхає його до розкриття подробиць змови. Отримавши власними зусиллями певну інформацію, Гемілтон публікує репортаж. Але цим він підставляє і свою кохану Джил, і свого фотографа Біллі, і родину редакційного шофера, який підтримує комуністів, але старається допомогти Гемілтону. Біллі досі вірить у роль Сукарно, але сам переживає життєву трагедію. Біллі безнадійно закоханий у Джил, але не сміє претендувати на взаємність, і дивним чином підтримує зав'язку стосунків між Джил і своїм другом-репортером. Поки бурхливий роман Гая і Джил стає все більш і більш пристрасним, все довкола них котиться до громадянської війни. Фотограф Біллі намагається висловити свій власний протест, і гине від рук охоронців Сукарно. У хаосі, який настав під час придушення військовими комуністичного бунту, Гемілтон намагається зробити ключовий репортаж від президентського палацу, але побитий військовими, ледве уникає смертельної небезпеки. З пошкодженим оком, скориставшись магічним захистом свого австралійського паспорта, він чудом пробирається на рейс, яким втікають від небезпеки працівники з західних держав. У відкритому люку літака його зустрічає обіймами його британська кохана Джил.

## У ролях
- Сігурні Вівер
- Мел Гібсон
- Лінда Гант
- Майкл Мерфі
- Біл Кер
- Ноель Феріер
- Бембол Роко
- Пол Сонкіла
- Алі Нур
- Домінадор Робрідільо

## Нагороди та номінації
- «Оскар», 1984 рік. Переможець (1): Найкраща жіноча роль другого плану (Лінда Гант).
- «Золотий глобус», 1984 рік. Номінації (1): Найкраща жіноча роль другого плану (Лінда Гант).
- Каннський кінофестиваль, 1983 рік. Номінації (1): Золота пальмова гілка.